# 石田悠月
石田 悠月（いしだ ゆづき、1999年5月16日 - ）は、日本の女子バスケットボール選手である。ポジションはポイントガード。WKBLのハナ銀行所属。

## 来歴
静岡県出身。
浜松開誠館高等学校で全国大会出場。
2018年、シャンソンVマジックに高校生初となるアーリーエントリーとして加入。
2021年、地域リーグの秋田銀行に移籍。
2022年、山梨クィーンビーズに移籍。
2024年、韓国・WKBLのアジアクォータードラフト全体10位でハナ銀行に指名される。